# Fred Stromsoe
Fred Stromsoe est un acteur américain, né le 15 juin 1930 dans le Colorado, et décédé le 30 septembre 1994 à Los Angeles (États-Unis).

## Filmographie
- 1949 : Homicide (en)
- 1959 : Le Courrier de l'or (Westbound)
- 1963 : The Slime People (en) : Slime Person
- 1965 : Dr. Goldfoot and the Bikini Machine
- 1966 : Jesse James contre Frankenstein (Jesse James Meets Frankenstein's Daughter) de William Beaudine : Stacy
- 1966 : Batman : Henchman
- 1967 et 1968 : Les Mystères de l'Ouest (The Wild Wild West), de Michael Garrison (série TV)
  - La Nuit de la Main d'acier (The Night of the Iron Fist), Saison 3 épisode 14, de Marvin J. Chomsky (1967) : Cal Garrison
  - La Nuit du Jugement (The Night of the Doomsday Formula), Saison 4 épisode 2, de Irving J. Moore (1968) : 2e Garde
  - La Nuit de l'Engin mystérieux (The Night of the Juggernaut), Saison 4 épisode 3, de Irving J. Moore (1968) : Hardcase
  - La Nuit de l'Homme oublié (The Night of Fire and Brimstone), Saison 4 épisode 9, de Bernard McEveety (1968) : Lefty
  - La Nuit de la Malédiction (The Night of the Spanish Curse), Saison 4 épisode 14, de Paul Stanley (1968) : 1re Conquistador
- 1968 : Un amour de Coccinelle (The Love Bug) : Driver
- 1969 : The Pigeon (TV)
- 1976 : Blood Voyage
- 1978 : Pearl (feuilleton TV) : Cpl. Perkins
- 1979 : Crisis in Mid-air (en) (TV)